# Worobji (osiedle w rejonie diemidowskim)
Worobji (ros. Воробьи) – osiedle typu wiejskiego w zachodniej Rosji, w osiedlu wiejskim Zaborjewskoje rejonu diemidowskiego w obwodzie smoleńskim.

## Geografia
Miejscowość położona jest przy drodze regionalnej 66N-0510 (Koriewo – Prżewalskoje – Pogołka), 13 km od drogi regionalnej 66N-0508 (Zaborje – Anosinki), 9,5 km od drogi regionalnej 66N-0504 (66K-11 – Prżewalskoje), 16,5 km od centrum administracyjnego osiedla wiejskiego (Zaborje), 26,5 km od centrum administracyjnego rejonu (Diemidow), 72 km od stolicy obwodu (Smoleńsk), 57 km od granicy z Białorusią.
W granicach miejscowości znajduje się ulica Zawodskaja (13 posesji).

## Demografia
W 2010 r. miejscowość zamieszkiwało 11 osób.